# Kościół garnizonowy Matki Boskiej Królowej Polski w Olsztynie
Kościół garnizonowy pod wezwaniem Najświętszej Maryi Panny Królowej Polski i Świętych Archaniołów Michała, Gabriela i Rafała w Olsztynie – jedna z trzech świątyń znajdujących się w obrębie olsztyńskiego Starego Miasta. Wzniesiony w latach 1913–1914 jako ewangelicki kościół garnizonowy Armii Cesarstwa Niemieckiego.

## Historia
Projekt świątyni wykonał w 1909 berliński architekt Ludwig Dihm. Kamień węgielny pod budowę obiektu został jednak położony dopiero cztery lata później, 4 maja 1913. Plac, na którym miała powstać świątynia, przekazało wojsko - był to fragment dawnego placu ćwiczeń piechoty przy ul. Koszarowej (obecna ul. Kromera). Prace przy wznoszeniu obiektu wykonywały firma A. Pfeiffera (murarskie) oraz A. Lindermanna (dekarskie). Do marca 1914 wykonano drewnianą konstrukcję dwóch hełmów na wieży kościelnej. 4 lipca 1915 obiekt został oddany do użytku liturgicznego, chociaż trwały w nim jeszcze prace przy dekoracji wnętrza.
W 1923 przed kościołem zostały ustawione dwa pomniki ku czci poległych w I wojnie światowej żołnierzy niemieckich: 146. pułku piechoty i 73. pułku artylerii polowej.
Do 1945 kościół służył żołnierzom wyznania ewangelickiego. Gdy Olsztyn znalazł się w granicach Polski, świątynię przejął Kościół katolicki.

## Architektura
Kościół posiada trzy nawy, transept oraz wyodrębnione, prosto zamknięte prezbiterium. Jednowieżowa fasada wyposażona jest w podwójny hełm. Wieża kościelna wznosi się na wysokość 58 metrów. Wewnętrzne ściany kościoła bogate są w neogotycką polichromię, w tym postacie apostołów namalowane w 1914 przez Asbacha. Częścią dekoracji malarskiej były także herby Niemiec, Prus Wschodnich, Olsztyna, Marcina Lutra i Paula von Hindenburga (nie przetrwały). Ołtarz główny w obiekcie składa się z krucyfiksu oraz z rzeźbionej sceny Ostatniej Wieczerzy. Na balkonie ponad wejściem głównym znajdują się organy wykonane w fabryce Witteka w Elblągu, uważane przed II wojną światową za jednej z najlepszych w Prusach Wschodnich.
Pierwotnie we wnętrzu świątyni znajdowały się empory, typowe dla architektury kościołów protestanckich. Po 1945 zostały one rozebrane. Kościół w momencie budowy przeznaczony był dla równoczesnego udziału w nabożeństwie ponad 1200 osób (tyle przewidziano w nim miejsc siedzących).

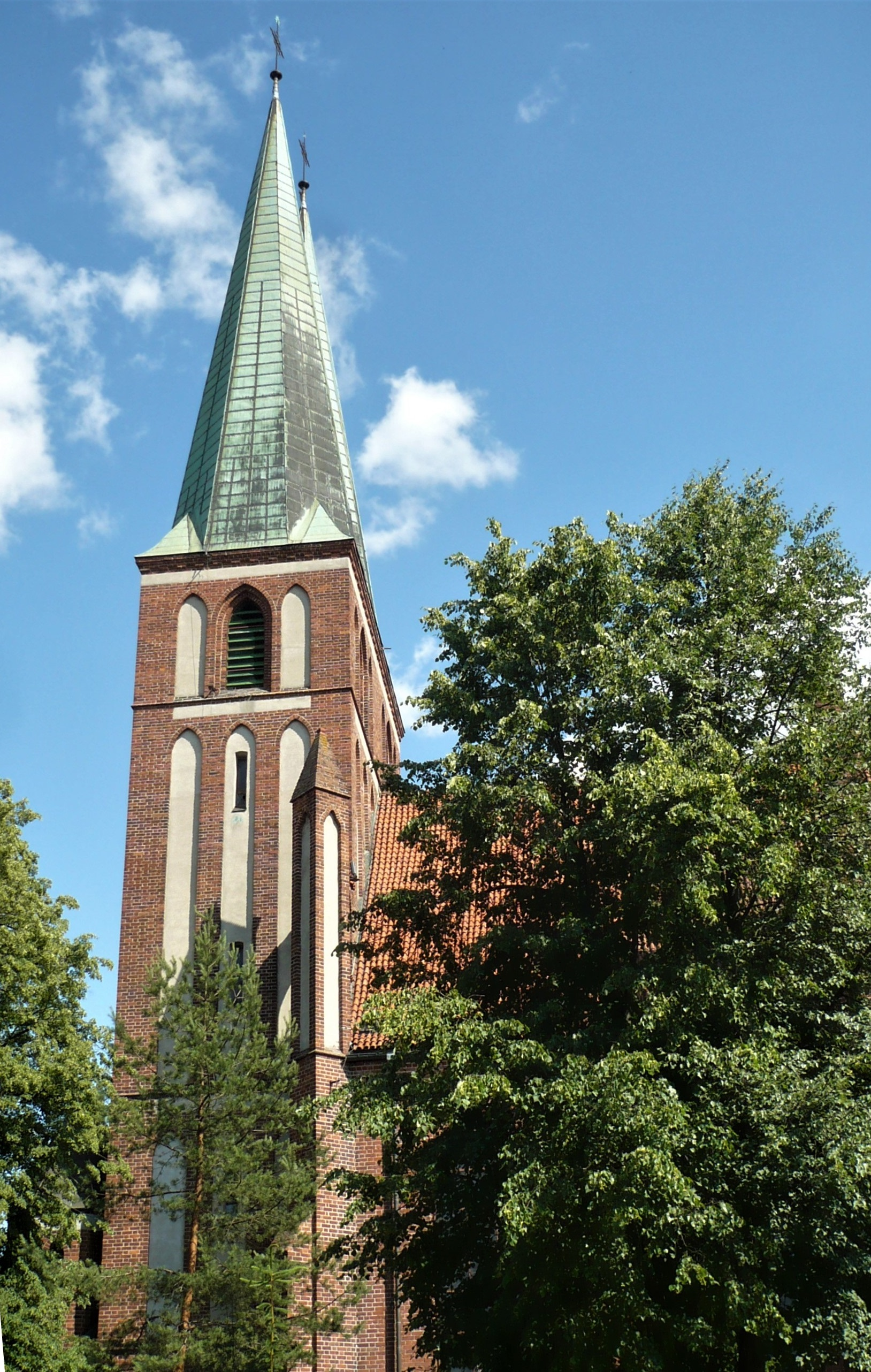
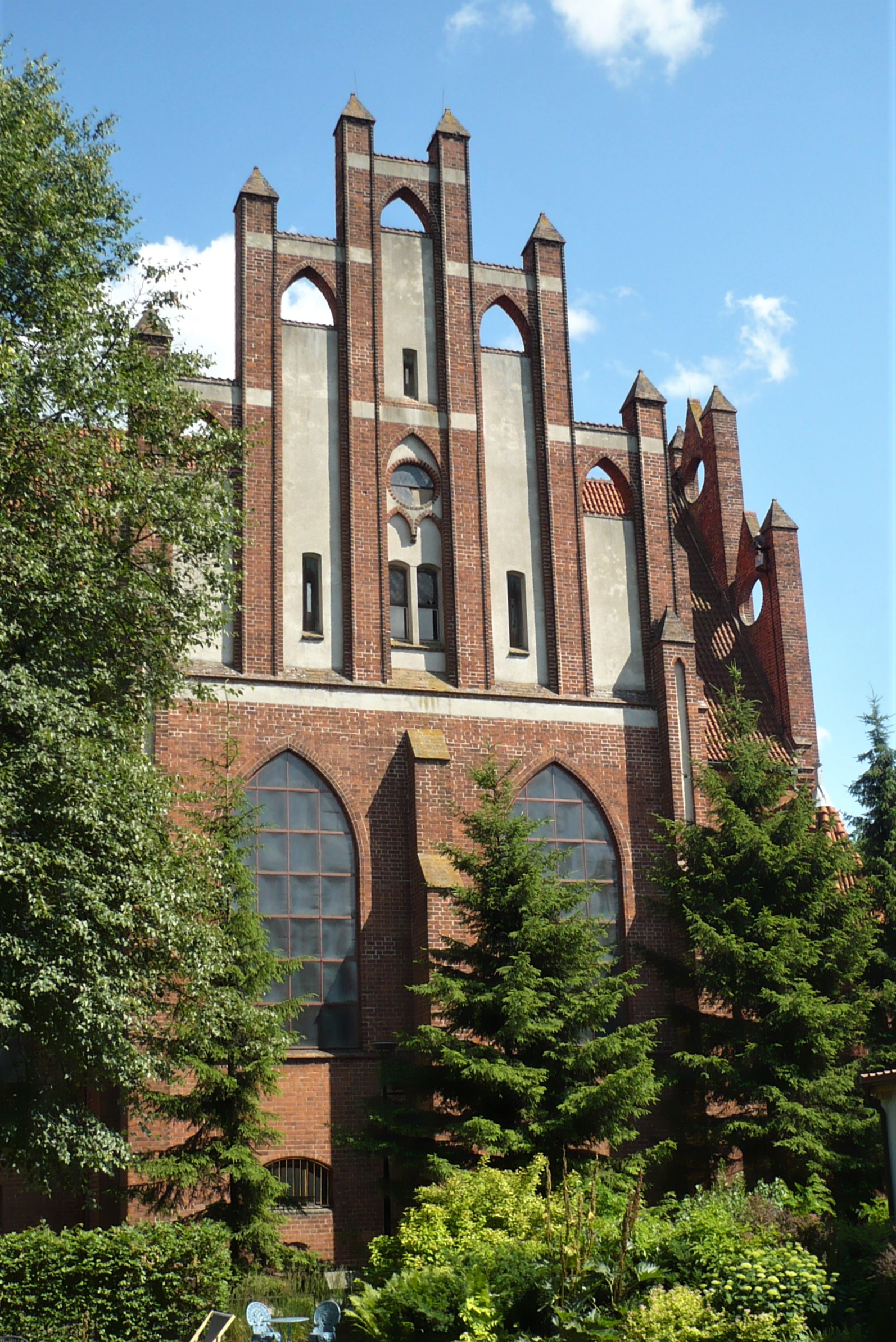
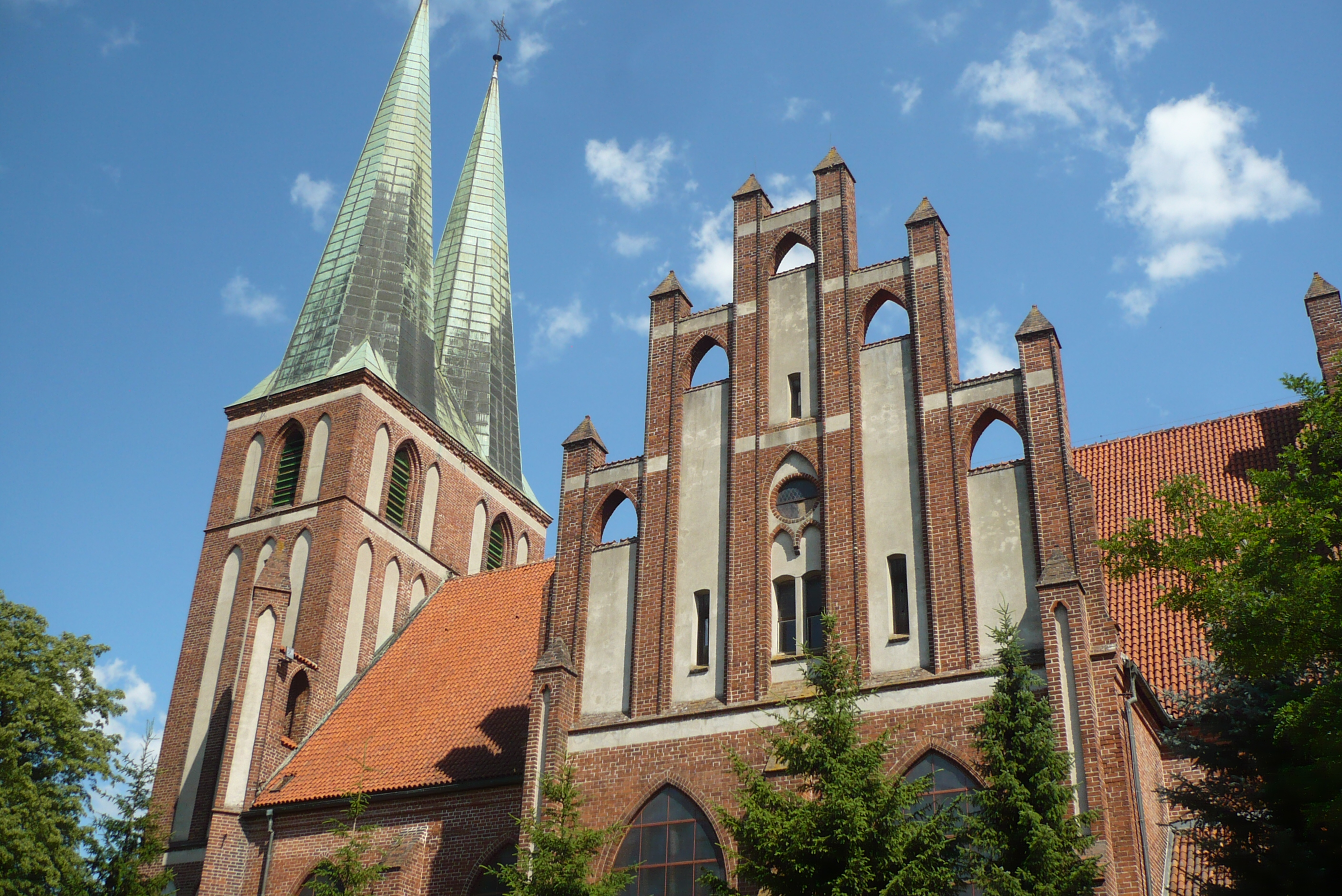
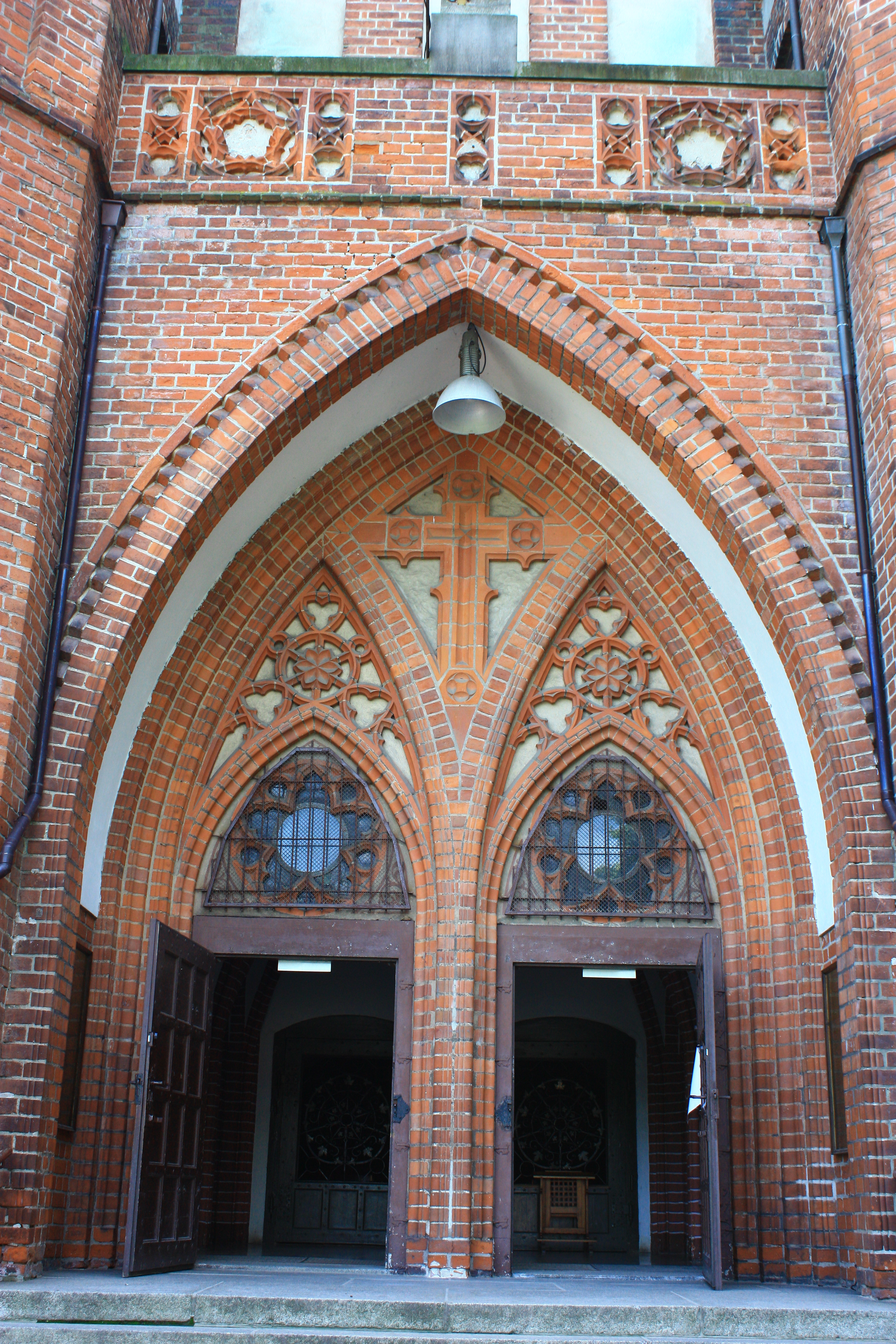
Wejście do świątyni